# 밴 헤플린

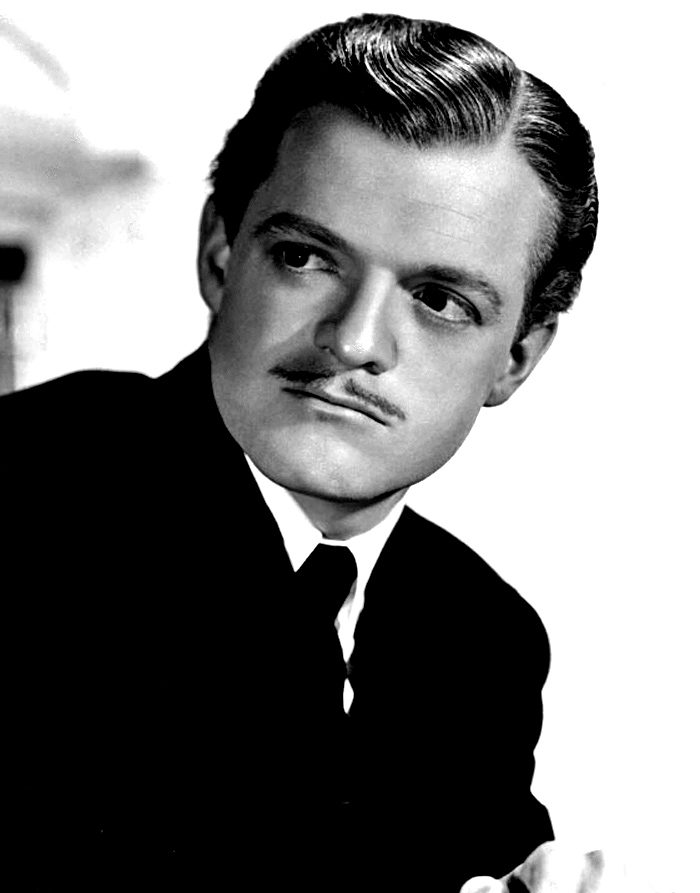

밴 헤플린(Van Heflin, 1908년 12월 13일 ~ 1971년 7월 23일)는 미국의 연극 배우, 영화배우이다.
할리우드에서 사망하였다. 사인은 심근 경색이다.

## 영화
- 엔터테인먼트 (1974년)
- 에어포트 (1970년)
- 루슬리스 포 (1968년)
- 최고의 이야기 (1965년)
- 다섯 낙인의 여자 (1960년)
- 언더 텐 플랙스 (1960년)
- 황야의 탈출 (1959년)
- 결단의 3시 10분 (1957년) - 댄 역
- 애욕과 전장 (1955년)
- 윙스 오브 더 호크 (1953년)
- 사우스 오브 앨지어스 (1953년) - 니콜라스 채프먼 역
- 셰인 (1953년) - 조 스타렛 역
- 나의 아들 존 (1952년)
- 더 프라울러 (1951년)
- 이스트 사이드, 웨스트 사이드 (1949년) - 마크 드라이어 역
- 마담 보바리 (1949년)
- 액트 오브 바이올런스 (1948년)
- BF의 딸 (1948년)
- 삼총사 (1948년)
- 그린 돌핀 스트리트 (1947년)
- 포제스트 (1947년)
- 틸 더 클라우즈 롤 바이 (1946년)
- 마사 아이버스의 위험한 사랑 (1946년)
- 프레즌팅 릴리 마스 (1943년)
- 세븐 스윗하트 (1942년)
- 자니 이거 (1942년)